# Infernet (croiseur)
Pour les articles homonymes, voir Infernet (homonymie).
L'Infernet est un croiseur protégé colonial de 3e classe de la classe D'Estrées en service dans la Marine nationale française. En service actif de 1900 à 1906, il est perdu par échouement fin 1910.

## Construction
Il est baptisé du nom de Louis-Antoine-Cyprien Infernet, marin qui s'est illustré à la bataille de Trafalgar. Avec son sister-ship le D'Estrées, ils forment la classe D'Estrées. Ce sont les derniers croiseurs protégés du XIXe siècle de la Marine nationale. L'Infernet est construit aux Forges et chantiers de la Gironde à partir de décembre 1896. Il est lancé en septembre 1899 et armé en 1900. Il mesure 95 m de long pour 12 m de large et un tirant d'eau de 5,39 m. Il est mû par deux machines à vapeur triple expansion à quatre chaudières délivrant 8 500 chevaux sur deux hélices tripales. Il file 20,5 nœuds (38 km/h) maximum et déplace 2 428 tonnes. Il est armé de 2 pièces d'artillerie navale de 138 mm, 4 pièces de 100 mm, 8 pièces de 47 mm, 4 tubes lance-torpilles et 14 torpilles électromagnétiques. Il possède un blindage de 20 mm à 100 mm pour le château.

## Service actif

### 1900-1906
Il est attaché à l'Escadre du Nord et quitte Brest à mi-1901. Puis, il appartient à la Division Navale de l'Océan Indien et est attaché à Diego-Suarez. Il opère des rotations entre Madagascar, l'Inde française et le Raj britannique (Birmanie).

### 1906-1910
Entre janvier 1906 et mai 1909, il est en réserve à Rochefort et finalement désarmé. De mai 1909 à fin 1910, il est mis en vente par les Domaines et une compagnie allemande finit par l'acheter. Le 16 novembre 1910, il fait route pour Stettin en provenance de Rochefort. Il est tracté par le remorqueur allemand Hercules de Hambourg. Le temps est épouvantable. Le croiseur rompt sa remorque une fois de trop. Désemparé, il s'échoue sur la plage de Sauveterre à Olonne-sur-Mer par 46° 32′ 13″ N, 1° 50′ 00″ O. Il est rayé des listes le 22 novembre 1910 et démoli sur place en janvier 1911.